# 賈大亨
賈大亨（1499年—？），字貞甫，號環峰，浙江紹興府上虞縣人，軍籍，明朝政治人物。

## 生平
嘉靖七年（1528年）戊子科浙江鄉試第五十八名舉人。嘉靖十七年（1538年）中式戊戌科會試第二百十六名，登第三甲第三十一名進士。授行人，二十一年五月选授陕西道试監察御史，十月实授，次年巡按遼東，二十四年巡按南直隶凤阳等府，二十六年巡按湖廣，二十七年劾罢荆州府知府周世雍及竹山县知县雍通皆贪污不职，因与都御史于湛互讦，二十八年二月俱令回藉听勘。

## 家族
曾祖賈章，國子監典簿；祖父賈暹，教諭；父賈幼安，母陳氏。具庆下。